# وادي قرحة
يقع وادي القرحة على طريق الذيد الشارقة- الإمارات العربية المتحدة عند الجسر أو التقاطع العاشر في الاتجاه نحو اليسار، في عمق الصحراء الذي لا يتطلب الوصول إليه سوى عدة كيلو مترات.
 هذا الوادي غير مسكون ولا حياة فيه بخلاف الأسر التي ترتاده.

## مميزات الموقع
يصنف الوادي على أنه من أكثر الأماكن التي يوجد فيها أشجار الغاف في المنطقة الوسطى، يمتد الوادي على مسافة 15 ً كلم تقريبا ويحتوي على وديان وقيعان.
هذه المنطقة شاسعة خضراء لم تمسسها اليد البشرية، كل شيء فيه ينطق بالطبيعة البكر. كما يمتلئ الوادي بمياه حلوة من مياه الأمطار.

## سياحة
ينبض الوادي بالحياة علي عكس واقعه، إذ يعرف باسم «وادي القرحة ». يمتلئ نهاية كل أسبوع بالأسر التي تفضل قضاء أوقات ممتعة فيه؛ لأنها تستمتع بالطبيعة والبيئة البكر التي تبعد عن التطور والحداثة.